# Три зустрічі
«Три зустрічі» (рос. Три встречи) — фільм 1948 року, що складається з трьох новел режисерів Олександра Птушка, Всеволода Пудовкіна та Сергія Юткевича.

## Сюжет
Фільм складається з новел про учасників Німецько-радянської війни, що повернулися з фронту і почали жити мирним життям. Герої стрічки — однополчани: майор Корнєв, старшина Самосєєв, в майбутньому голова колгоспу; старший лейтенант Рудніков, якого очікує арктична експедиція, і лейтенант Бела Мухтарова, що готується вирушити з партією геологів на схід.

## В ролях
- Тамара Макарова — Олімпіада Самосєєва
- Борис Чирков — Никанор Самосєєв
- Микола Крючков — Максим Корнєв
- Юлія Борисова — Оксана
- Клара Лучко — Бела Мухтарова, геолог
- Юрій Любимов — Рудников
- Олександра Панова — Соломониха
- Михайло Трояновський — Фадеїч
- Олександр Хвиля — Ходоров
- Олександр Шатов — Мінський
- Леонід Кміт — директор МТС
- Георгій Юматов — токар
- Михайло Державін — епізод
- Андрій Тутишкін — епізод
- Інна Федорова — друкарка

## Знімальна група
- Автори сценарію: Микола Погодін, Сергій Єрмолінський, Михайло Блейман
- Режисер: Олександр Птушко
- Оператори: Федір Проворов, Ігор Гелейн, Аркадій Кольцатий, Борис Арецький
- Художники: Геннадій М'ясников